# Mark Dodd
Mark Dodd (* 14. September 1965 in Dallas, Texas) ist ein ehemaliger US-amerikanischer Fußballtorhüter. Zwischen 1988 und 1997 spielte er 15 mal für die US-amerikanische Fußballnationalmannschaft. 

## Karriere

### Jugend und Collegezeit
Nach dem Besuch der High School in Richardson studierte Dodd unter anderem an der Duke University in North Carolina. 1986 gewann er als Torhüter mit dem Universitätsteam Blue Devils die nationale Meisterschaft im College Soccer.

### Im Verein
Dodd's erste Station im Profifußball waren die Dallas Sidekicks in der Major Indoor Soccer League, die zu diesem Zeitpunkt die höchste professionelle Fußballliga in den USA war. Anschließend wechselte er in die neu gegründete American Professional Soccer League, wo er von 1990 bis 1995 erfolgreich für die Colorado Foxes aus Commerce City, Colorado auflief. Mit den Füchsen wurde er 1992 und 1993 zweimal Meister. Ab 1996, als die neu gegründete Major League Soccer ihren Spielbetrieb aufnahm, lief Dodd für Dallas Burn auf, mit denen er 1997 den US-amerikanischen Pokal gewinnen konnte. Nach der Saison 1999 beendete er aufgrund von Verletzungen seine Profikarriere.

### In der Nationalmannschaft
Im Januar 1988 gab Dodd sein Nationalmannschaftsdebüt in einem Freundschaftsspiel gegen Guatemala. In den Folgejahren kam er nur zu gelegentlichen Einsätzen, da als Stammtorhüter zunächst Tony Meola, später Brad Friedel und Kasey Keller den Vorzug erhielten. Allerdings gehörte Dodd zum Kader, als das US-Team 1991 den Gold Cup gewann. Auch beim Erreichen des dritten Platzes beim König-Fahd-Pokal 1992, des Vorläuferturniers des FIFA-Konföderationen-Pokals, war Dodd als Ersatztorhüter dabei. Im Februar 1997 kam er bei einem Freundschaftsspiel gegen China zu seinem 15. und letzten Länderspieleinsatz.

## Titel und Auszeichnungen

### Titel
- Meisterschaft in der NCAA Division I: 1986
- CONCACAF Gold Cup: 1991 (ohne Einsatz)
- Meisterschaft in der American Professional Soccer League: 1992, 1993
- U.S. Open Cup: 1997

### Individuelle Auszeichnungen
- MLS Goalkeeper of the Year Award: 1996
- MLS Best XI: 1996
- MLS All Star: 1996, 1997

## Trivia
Nach der aktiven Karriere war Dodd unter anderem als Unternehmer tätig.